# Mercedes-Benz LN
Mercedes-Benz LN/LK (Leichte Neu/Leichte Klasse) — семейство среднетоннажных грузовых автомобилей компании Mercedes-Benz. Серийное производство автомобилей длилось с 1964 по 1998 год.

## Mercedes-Benz LN1/LP (BM314/316/318)
В 1964 году было представлено семейство лёгких бескапотных грузовиков Mercedes-Benz LP. Сначала его представлял грузовик LP911 с короткой кабиной и почти плоской передней панелью. Через несколько лет эта серия включала ряд моделей от LP608 до LP913 полной массой 6-9 т. LP608 был оборудован 6-цилиндровым дизельным двигателем OM 314 мощностью 80 л. с. и 5-ступенчатой коробкой передач. Впервые автомобиль был представлен в 1965. А LP808 был оборудован 6-цилиндровым дизельным двигателем OM 352 мощностью 130 л. с. и также 5-ступенчатой коробкой передач. Впервые автомобиль был представлен в 1967, но грузоподъёмность у него была 7,5 т.
В 1977 году семейство LP модернизировали. Новые автомобили внешне отличались перемещёнными на бампер фарами, изменённой решёткой радиатора и 10-тонной грузоподъёмностью. Большинство автомобилей комплектовалось двигателем OM 352 мощностью 130 л. с. К 1984 году изготовили более 300 тыс. грузовиков первого поколения.

### Галерея

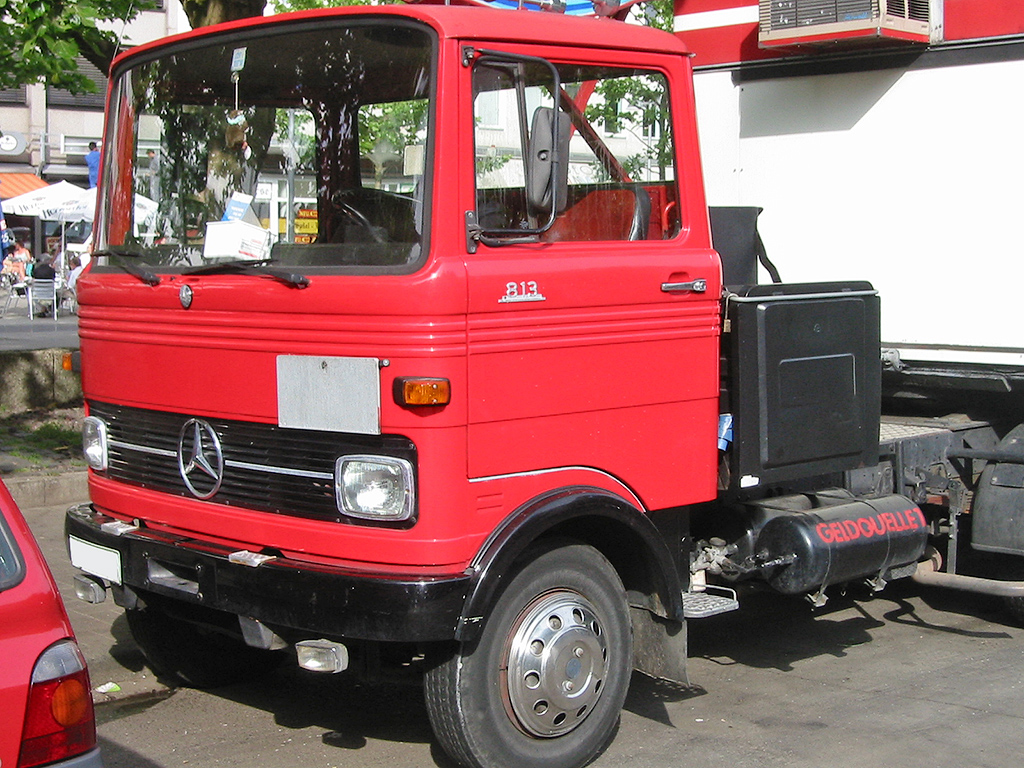
Первое поколение Mercedes-Benz LN до рестайлинга
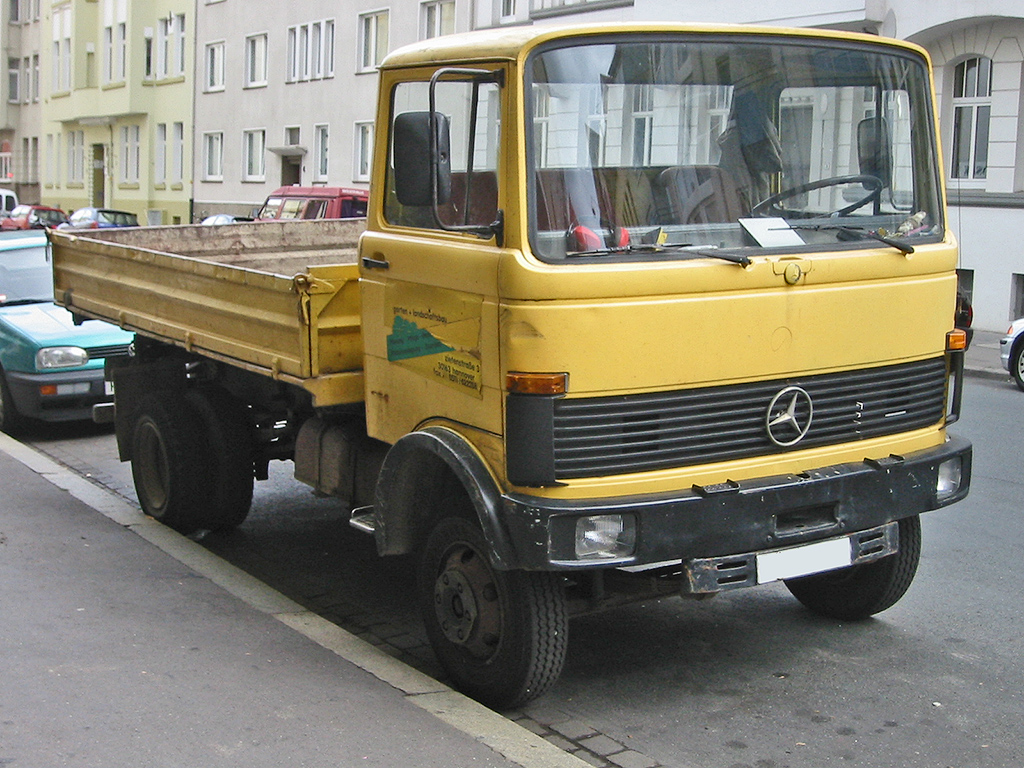
Первое поколение Mercedes-Benz LN после рестайлинга

## Mercedes-Benz LN2/LK (BM673-679)
В 1984 году было представлено семейство автомобилей Mercedes-Benz LK грузоподъёмностью от 6,5 до 11 т. Автомобили оснащались атмосферными и турбированными двигателями мощностью 90-201 л. с., которые были оборудованы системой питания производства «Bosch» с рядными ТНВД и форсунками непосредственного впрыска, упрощённого откидной кабиной. Впервые эти экономичные автомобили получили титул «Грузовик 1985 года». Кроме рессорной, автомобили начали оснащать ещё и пневматической подвеской.
В 1985 году появились полноприводные версии «AK». В 1989 году семейство расширилось 15-тонными версиями LK1517 и LK1520 с двигателями мощностью 170 и 201 л. с. В 1991 году представлен наиболее мощный двигатель мощностью 240 л. с. стандарта Евро-1 для версий с полной массой 11-15 т. Автомобили были представлены 16-базовыми моделями, с 11 вариантами колёсной базы, двумя типами кабин — дневная и со спальным местом, пятью вариантами двигателей мощностью от 88 до 240 л. с., усовершенствованными 5-, 6-, 7-ступенчатыми механическими и 4-ступенчатой гидромеханической автоматической коробками передач, барабанными тормозами всех колёс, на заказ можно было получить антиблокировочную систему и кондиционер. Модели 8-9 серий в стандартном оснащении комплектовали колёсами размером 17,5 дюймов с 6 шпильками, а 11-15 серий — колёсами 19,5 дюймов на 8 шпилек, однако полноприводные и некоторые специальные версии имели диски на 22,5 дюйма также под 8 шпилек. Самые лёгкие модели «709» и «809» с экономичным 4-цилиндровым двигателем мощностью 88 л. с. предназначены преимущественно для эксплуатации в городе. Модели с двигателями мощностью 211—240 л. с. способны буксировать автопоезда полной массой 2-32,5 т. Они подходят для перевозок, например, объёмных грузов малой плотности на любые расстояния.
B 1991 году с конвейера начали сходить первые автомобили с двигателями экологического класса Евро-1, в 1993 году кабина получила оттенок серого цвета вместо коричневого, четырёх-спицевое рулевое колесо нового образца, дневная короткая кабина стала длиннее на 50 мм за счёт выступающей задней стенки, а с 1994 года некоторые двигатели стали соответствовать стандартам Евро-2. Основные мощности по производству модели «LK» находились на заводе в городе Вьорт, но очень небольшая доля 8-й и 11-й серий до 1994 года сходила с конвейера в Людвигсфельде.
В начале 1996 года семейство «LK» было также модернизировано. Немного изменился внешний вид за счёт новой цельной фальшрадиаторной решетки, на машинах появились новые двигатели и агрегаты трансмиссии. Теперь к 4-и 6-цилиндровым дизелям серии «300» рабочим объёмом 4,0 и 6,0 л, мощностью от 105 до 240 л. с., доведённым до стандартов Евро-2, присоединились более совершенные 4-цилиндровые моторы серии «900». Эти двигатели рабочим объёмом 4,25 л развивают мощность 122, 136 и 170 л. с. Широкое использование электроники и топливная аппаратура разработки фирмы «Bosch» с насосными секциями Unit Pump позволили повысить топливную экономичность на 6 %, снизить токсичность выхлопа и шумность. Надпись «EcoPower» на фальшрадиаторной решётке указывает, что на грузовике используется двигатель нового поколения «OM904LA», также на этих моделях появились новая механическая 5-ступенчатая коробка передач «Ecolite S5-42» производства фирмы «ZF» и абсолютно новая собственная 6-ступенчатая механическая трансмиссия типа «G6-60». Все модификации автомобилей с пневмоподвеской получили её электронное управление «ECAS ECU». В 1998 году «LK» сменила модель «Atego».

### Галерея

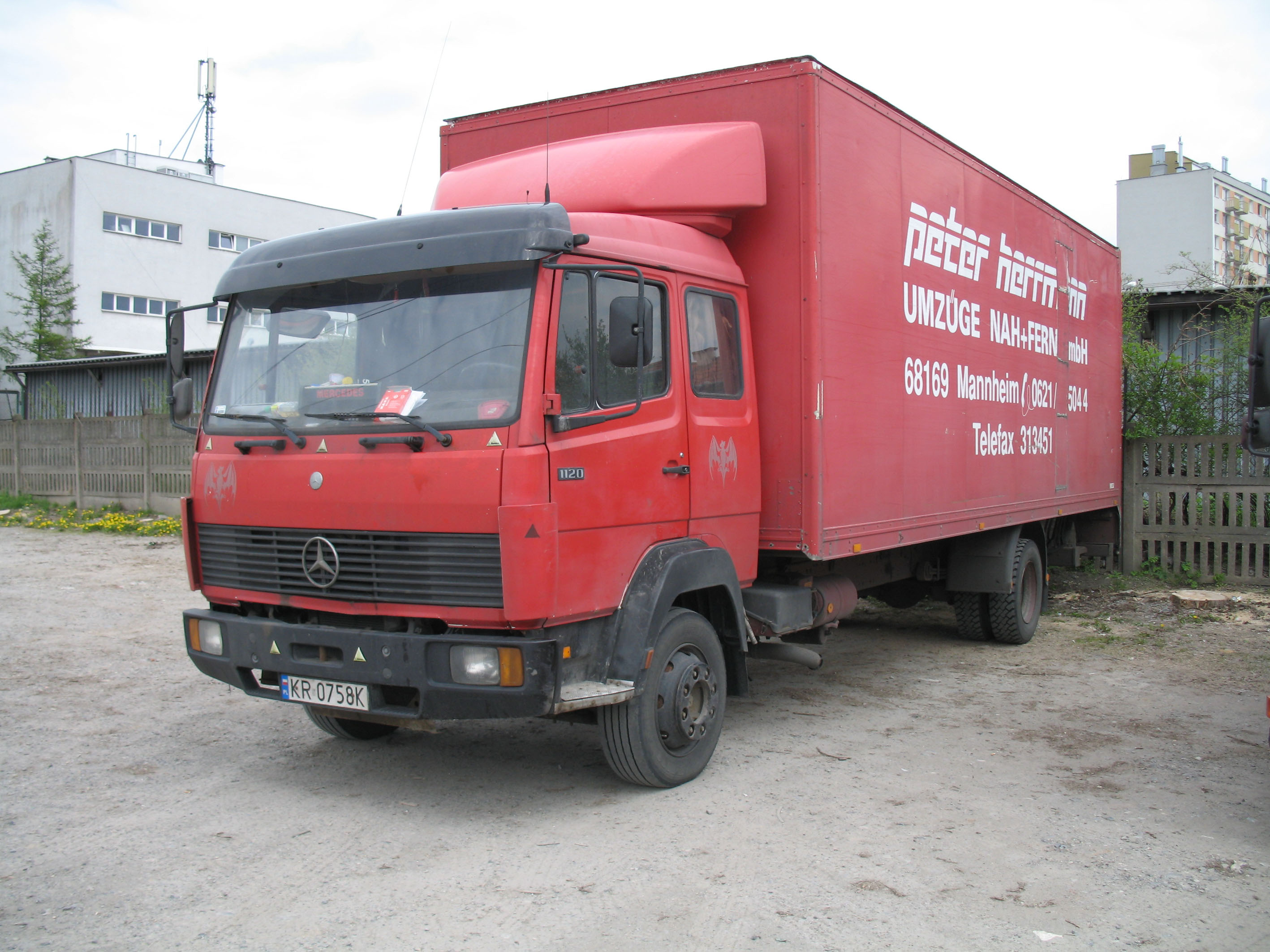
Mercedes-Benz LN 1120 со спальным местом
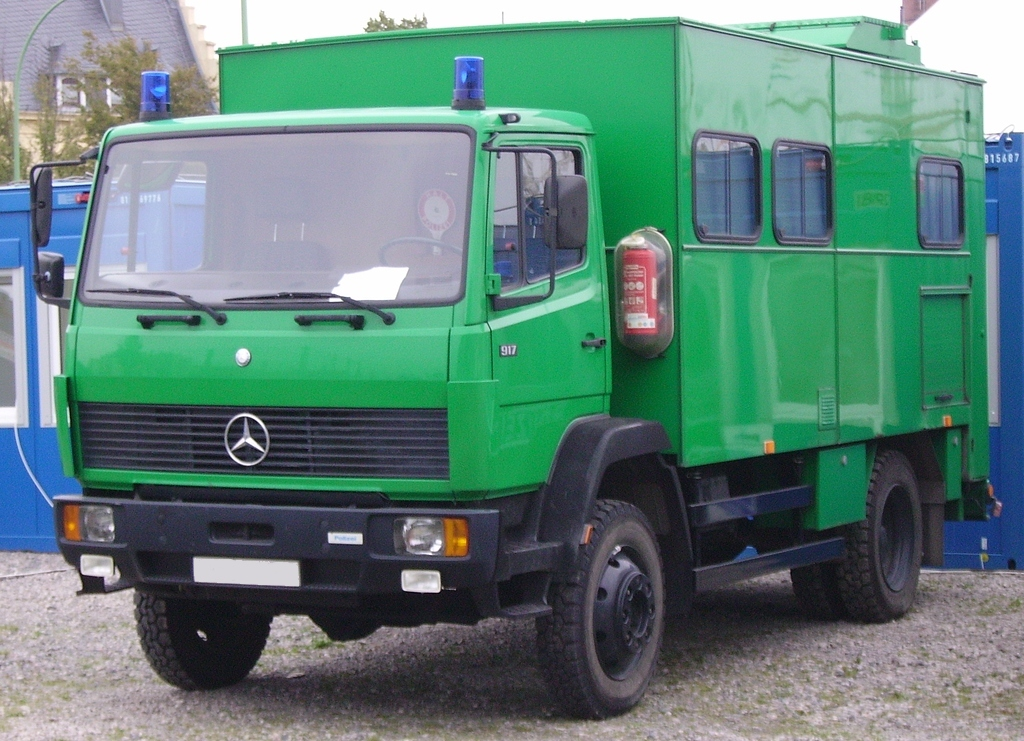
Полицейский Mercedes-Benz LN 917 (4*4) без спальной кабины
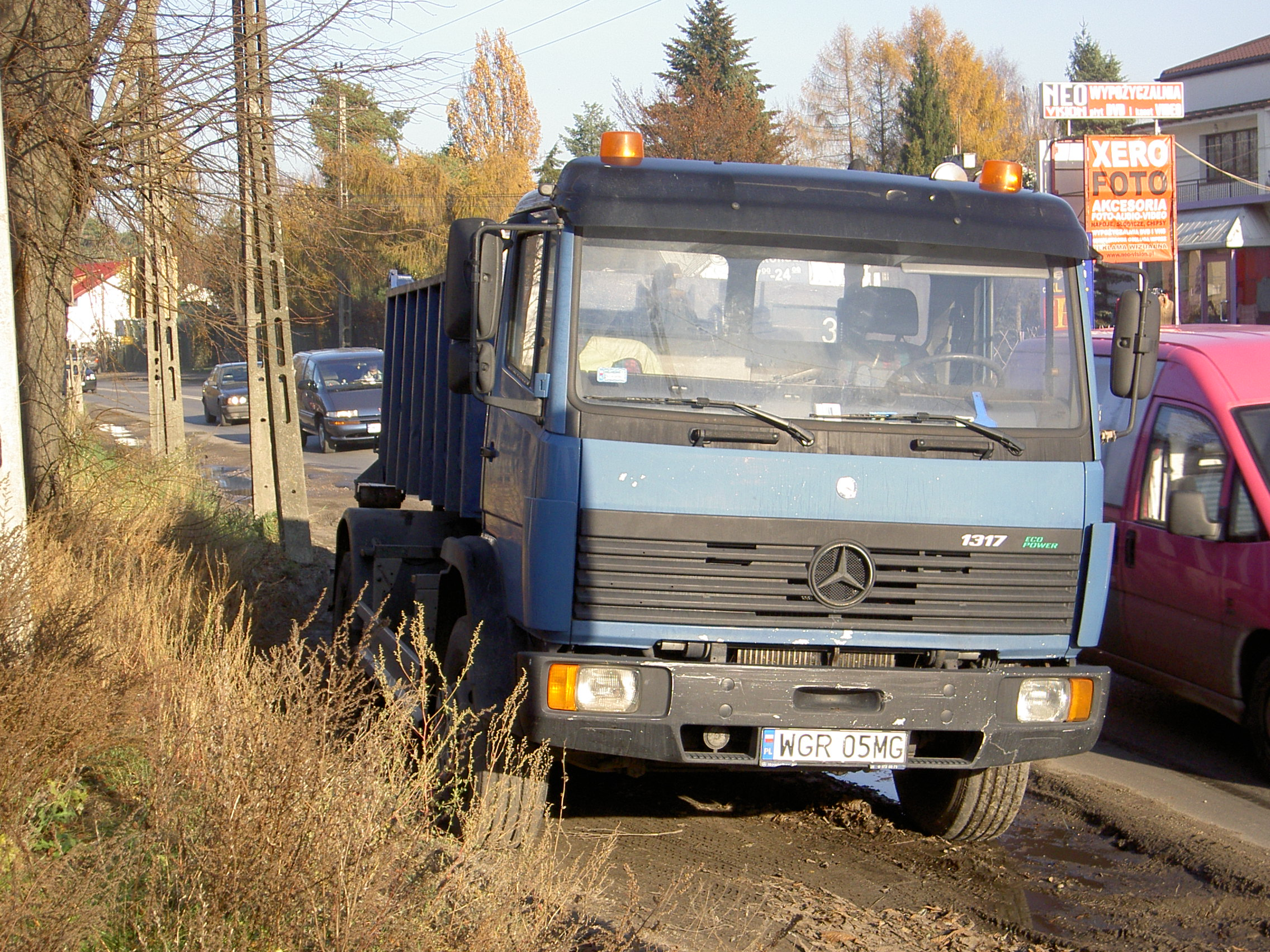
Рестайлинг второго поколения Mercedes-Benz LN

## Модификации
| Модель | Объём    | Ход поршня | Двигатель                                                   | Мощность                                                                                          | Крутящий момент                    | Годы производства                                                           |
| --- | -------- | ---------- | ----------------------------------------------------------- | ------------------------------------------------------------------------------------------------- | ---------------------------------- | --------------------------------------------------------------------------- |
| 609 (экспорт), 709, 809, 711, 811, 814 | 3972 см3 | 133 мм     | OM 364, OM 364 LA (турбированный)                           | 90 л. с., 88 л. с., 105 л. с., 140 л. с.                                                          | 266 Н*м, 256 Н*м, 345 Н*м, 500 Н*м | 1984—1993, 1992—1995, 1994—1996                                             |
| Энергоэкономичные: 711, 811, 814, 914, 1114, 817, 917, 1117, 1317, 1517                                                                                                | 4249 см3 | 130 мм     | OM 904 LA (турбированный)                                   | 122 л. с., 136 л. с., 170 л. с.                                                                   | 470 Н*м, 520 Н*м, 670 Н*м          | 1996—1998                                                                   |
| 814, 914 (AK), 1114 (AK), 1314 (AK), 1514, 817, 917 (AF/F), 1117 (AK) 1317, 1517, 1120 (AF/F), 1320, 1520, 820, 1120 (AF/F), 1320, 1520, 1124, 1224 (AF/F), 1324, 1524 | 5958 см3 | 133 мм     | OM 366, OM 366 A (турбированный), OM 366 LA (турбированный) | 136 л. с., 129 л. с., 170 л. с., 158 л. с., 170 л. с., 204 л. с., 211 л. с., 231 л. с., 240 л. с. |                                    | 1984—1993, 1992—1995, 1984—1992, 1992—1995, 1995—1996, 1991—1995, 1994—1998 |